# Sydvästlänken
Sydvästlänken är en stamnätsförbindelse från Hallsberg i Närke till Hurva i Skåne som byggts av Svenska kraftnät. Dess norra del mellan Hallsberg och Barkeryd togs i bruk i april 2015, medan södra delen mellan Barkeryd och Hurva togs i bruk i juli 2021.
Stamnätet måste kunna hantera att en ledning faller bort. Därför kommer Sydvästlänkens fulla kapacitet, 1 200 MW, inte alltid kunna utnyttjas för överföring mellan elområde 3 och 4 (snitt 4). På grund av en flaskhals i överföringen längs västkusten begränsas ökningen över snitt 4 till 800 MW, från 5 400 MW till 6 200 MW. Svenska kraftnät bedömer att en förstärkt västlig förbindelse kan vara på plats omkring 2030.

## Historik
Beslutet togs i samband med stängningen av Barsebäcks andra reaktor 2005 för att föra över mer ström från Mellansverige (elområde 3) till Skåne (elområde 4).
Från Hallsberg är det 18 mil luftledning med 400 kilovolt växelström till Barkeryd i norra Småland. Därefter kommer en 25 mil lång, till större delen nedgrävd, likströmsförbindelse med en kapacitet på 2x600 megawatt. Projektet innefattade också en gren från Barkeryd till Tveiten sydväst om Oslo, som slopades april 2013 då Norge 2012 slutit avtal om fler kablar till Tyskland och Storbritannien.

## Många förseningar och ökade kostnader
Sträckan Hallsberg-Östansjö-Barkeryd (norra grenen) planerades vara i drift våren 2013 och kosta 700 miljoner kronor. Sträckan togs i bruk april 2015.
Sträckan Barkeryd-Hurva (södra grenen) planerades vara i drift hösten 2013 och kosta 2 miljarder kronor, men dess färdigställande sköts fram åtskilliga gånger. I februari 2019 konstaterades att Sydvästlänken försenats för artonde gången med en uppskattad kostnad på 7,3 miljarder kronor, den största investeringen någonsin i svenska stamnätet. Dessa förseningar berodde främst på att Alstom (som 2015 köpts upp av GE Grid) inte lyckats leverera omriktarstationerna enligt avtal. ABB riktade hård kritik mot att påpekandena vid upphandlingen inte beaktats, då Alstom erbjudit teknik de saknade erfarenhet av och dessutom angivit lägre omvandlingsförluster än vad som är tekniskt möjligt. Nytt datum för driftstart angavs till 31 juli 2019, men inte heller detta datum höll. Datumet sköts därefter fram flera gånger bland annat på grund av att samtliga 570 kabelskarvar nödgades bytas ut efter provkörningen av likriktarstationerna (augusti 2017, drifttagning sköts fram till oktober 2020), Covid-19 (september 2020, sköts fram till 18 december 2020) och brister i mjukvara (mars 2021, sköts fram till 15 augusti 2021). Kommersiell drift startade slutligen den 27 juli 2021. Tre funktionaliteter togs bort under projektets gång: ödriftsförmåga, dödnätsstart och multiterminalfunktion. De båda förstnämnda avlastar när nätet utsätts för svåra påfrestningar. Multiterminalfunktionen förutsatte att länken till Norge blev av som planerat och skulle ge möjlighet att styra effektflödet i tvärgående riktning. Eftersom kapaciteten inte kan nyttjas fullt ut har inte hela den planerade samhällsnyttan uppnåtts.
Statskontoret utvärderade 2021 de många förseningar projektet drabbats av. En slutsats är att riskerna med bristande erfarenhet av den tekniska lösningen underskattades där tid var en styrande faktor. Projektet blev 250 miljoner kronor billigare än budgeterat, bland annat på grund av viten mot leverantören. Tekniken med nedgrävd likströmsledning valdes på grund av markägares motstånd mot luftledningar, trots att luftledningar hade varit billigare.